# Key West (serie televisiva)
Key West è una serie televisiva statunitense in 13 episodi trasmessi per la prima volta nel corso di una sola stagione nel 1993.

## Trama
Seamus O'Neill è un operaio del New Jersey che sogna di diventare scrittore, quando vince la lotteria. Egli usa la sua nuova ricchezza per trasferirsi a Key West e per perseguire la sua carriera di scrittore, intendendo trovare creatività e ispirazione. A Key West trova invece una serie di strani personaggi. Ottiene poi un lavoro come reporter per il Meteor, un giornale locale.

## Episodi
| Stagione       | Episodi | Prima TV USA |
| -------------- | ------- | ------------ |
| Prima stagione | 13      | 1993         |

## Personaggi e interpreti
- Seamus O'Neill (stagione 1), interpretato da Fisher Stevens.
- Chaucy Caldwell (stagione 1), interpretato da Denise Crosby.
- Rikki (stagione 1), interpretato da Lara Piper.
- Sceriffo Cody Jeremiah Johnson (stagione 1), interpretato da Brian Thompson.
- Paul 'Gumbo' Beausoleil (stagione 1), interpretato da Leland Crooke.
- Abednigo 'JoJo' Nabuli (stagione 1), interpretato da Terrence 'T.C.' Carson.
- Hector Allegria (stagione 1), interpretato da Geno Silva.
- Roosevelt 'King' Cole (stagione 1), interpretato da Ivory Ocean.
- Savannah Sumner (stagione 1), interpretato da Jennifer Tilly.
- Dottoressa Reilly Clarke (stagione 1), interpretato da Kim Myers.
- Hunter Fisher (stagione 1), interpretato da Michael Covert.
- Flame (stagione 1), interpretato da Jennifer Barlow.
- Fig (stagione 1), interpretato da Maria Canals-Barrera.
- Annie (stagione 1), interpretato da Joy Hawkins.
- Isadora (stagione 1), interpretata da Donna Kimball.
- Hubert (stagione 1), interpretato da Dave Corey.
- Alonzo (stagione 1), interpretato da Ruben Rabasa.

## Produzione
La serie, ideata da David Beaird, fu prodotta da Stonehenge Productions e girata in Florida, a Key Biscayne, Key West e Miami. Le musiche furono composte dai Pray for Rain.
Tra i registi sono accreditati: David Beaird in 3 episodi (1993); Geoffrey Nottage in 3 episodi (1993); Christopher Leitch in 2 episodi (1993). Tra gli sceneggiatori sono accreditati: David Beaird in 13 episodi (1993); Craig Volk in 3 episodi (1993); Kathryn Baker in 2 episodi (1993); Tom Chehak in 2 episodi (1993).

## Distribuzione
La serie fu trasmessa negli Stati Uniti dal 19 gennaio 1993 al 29 giugno 1993 sulla rete televisiva Fox.